# Chiesa di San Giovanni Battista (Borzonasca)
La chiesa di San Giovanni Battista è un luogo di culto cattolico situato nella frazione di Belpiano nel comune di Borzonasca, nella città metropolitana di Genova. La chiesa è sede della parrocchia omonima del vicariato di Sturla e Graveglia della diocesi di Chiavari.

## Storia e descrizione
Edificata nel 1661, adiacente ai ruderi di un'antica chiesa parrocchiale fondata dai monaci benedettini dell'abbazia di Borzone.
Della stessa comunità parrocchiale fa parte l'antica cappella della Santissima Trinità presso la frazione di Tigliolo, eretta a ricordo della celebre battaglia di Lepanto del 1571.